# 崔学东 (编辑)
崔学东（1933年—1998年），男，河北秦皇岛人。中国内蒙古电视台副台长兼电视剧部主任，中国电视艺术家协会会员。

## 生平
1933年12月3日生。1947年参加革命，曾在华北建国学院学习。文革后在北京自修大学、中国逻辑与语言函授大学深造。历任内蒙古人民广播电台、内蒙古电视台编辑、组长、副主任、主任、内蒙古电视台副台长等职。其编委的大型电影艺术系列片《万里长城》获全国电视社教节目特别奖。
出版有《电视宣传杂谈》、《中国正北方扫描》、《电视新闻写作探秘》等著作，《按照电视特点和规律办好电视新闻》、《电视语体探》等论文。